# Herz-Jesu-Basilika (Diamantina)

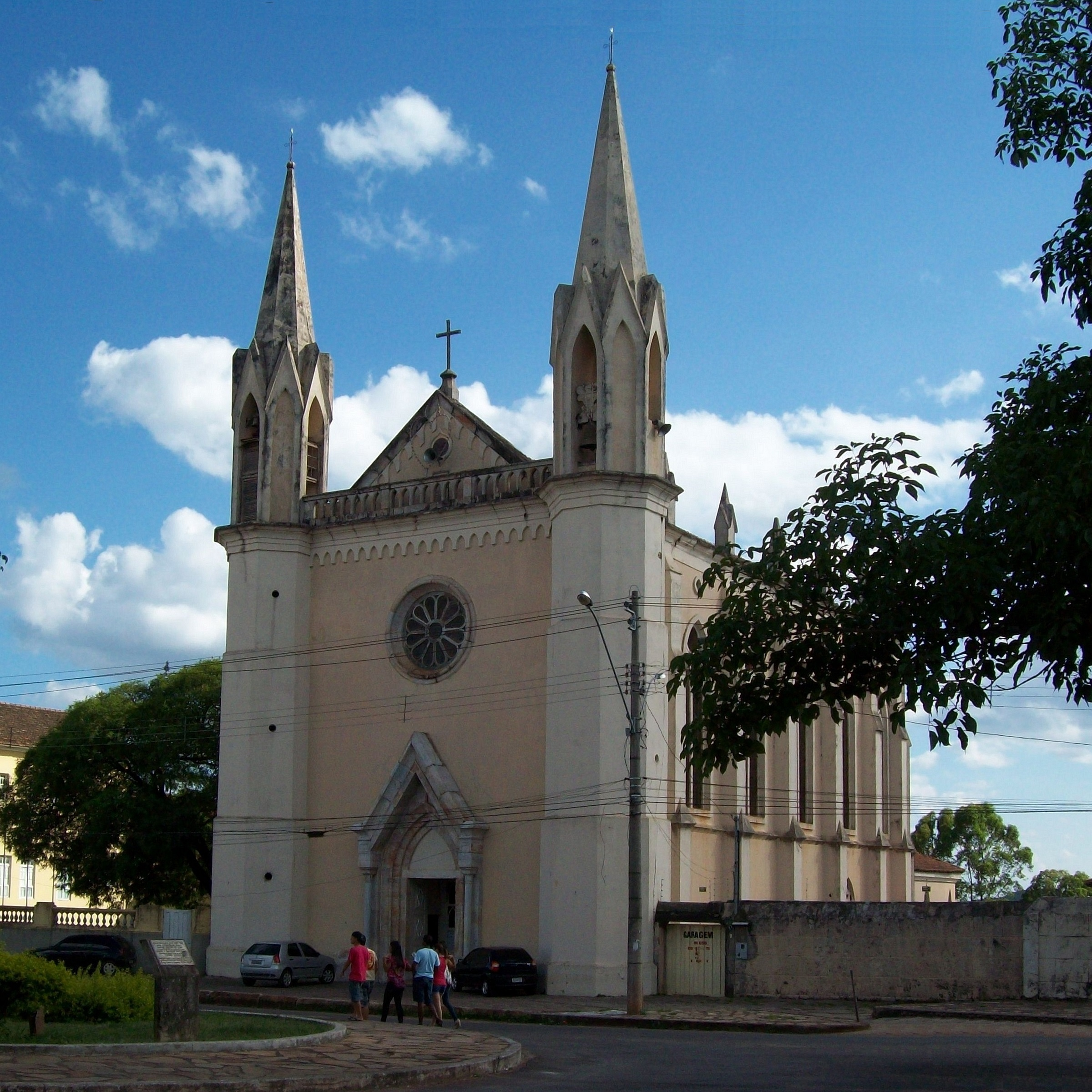
Außenansicht der Basilika

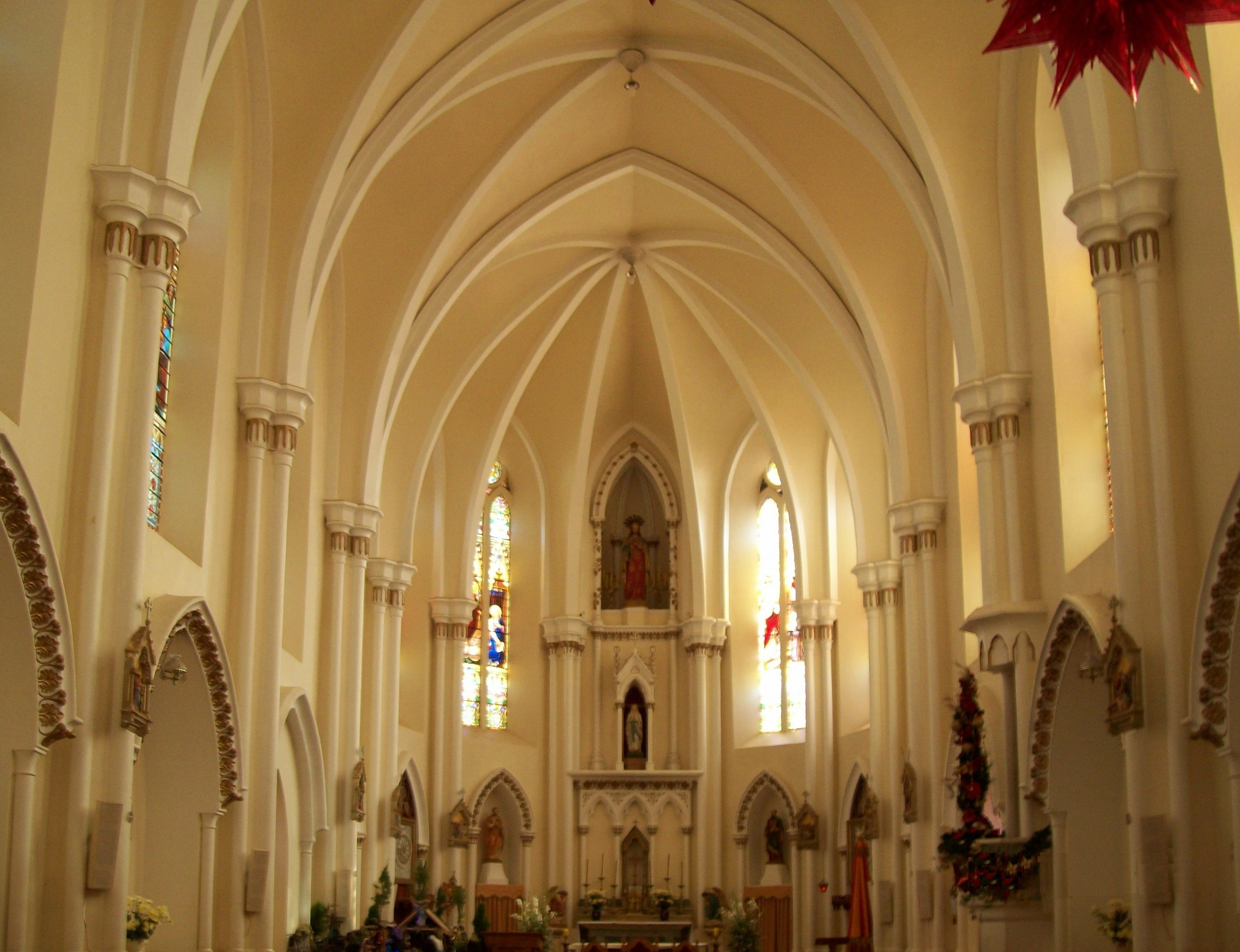
Innenraum

Die Basilika Heiliges Herz Jesu (portugiesisch Basílica Sagrado Coração de Jesus) ist eine römisch-katholische Kirche in Diamantina in brasilianischen Bundesstaat Minas Gerais. Die Basilica minor des Erzbistums Diamantinao ist dem Patrozinium Heiligstes Herz Jesu geweiht. Die neugotische Kirche stammt aus den 1880er Jahren und ist Teil der 1999 ernannten UNESCO-Welterbestätte Altstadt von Diamantina.

## Geschichte
Die Kirche entstand für die Niederlassung der Lazaristen, die 1867 nach Diamantina kamen. Der Grundstein wurde im Jahr 1885 in Anwesenheit von Bischof João Antônio dos Santos gelegt. Nach vierjähriger Bauzeit wurde die Kirche fertiggestellt und im Januar 1890 weihte Bischof dos Santos sie. Papst Benedikt XV. erhob die Kirche 1920 in den Rang einer Basilica minor. Heute ist sie Seminarkirche für das Priesterseminar der Kirchenprovinz Diamantina.
Die einschiffige Kirche wurde im neugotischen Stil erbaut. Die Fassade ist geprägt durch die beiden schlanken Türme, die an den Seiten  neben dem dreieckigen Giebel aufgesetzt wurden. Das Rippengewölbe stützt sich auf schlanke Blendsäulen. Die Hauptdekoration bilden die Buntglasfenster, die von französischen Familien und religiösen Institutionen gespendet wurden. Fünfzehn von ihnen widmen sich den Geheimnissen des Rosenkranzes und eines dem Erscheinungsbild des Herzens Jesu. Über dem Portal wurde ein Rosettenfenster eingesetzt, von der Mitte mit einer Herz-Jesu-Darstellung gehen zwölf Strahlen für die zwölf Apostel aus.